# Velyka Mykhailivka (huyện)
Huyện Velyka Mykhailivka (tiếng Ukraina: Великомихайлівський район, chuyển tự: Velyka Mykhailivkas'kyi raion) là một huyện của tỉnh Odessa thuộc Ukraina. Huyện Velyka Mykhailivka có diện tích 1436 km², dân số theo điều tra dân số ngày 5 tháng 12 năm 2001 là 32703 người với mật độ 23 người/km2. Trung tâm huyện nằm ở Velyka Mykhailivka.